# 아리 (기업)
아리 그룹(독일어: Arri)은 독일 뮌헨에 본사를 둔 영화 장비 제조 업체이다. 1917년에 창립되었으며 전문가용 시네마 카메라, 카메라 렌즈, 조명, 포스트 프로덕션 장비들을 제조하고 렌탈한다.

## 사명의 유래
사명인 아리(독일어: Arri)는 창립자 어거스트 아놀드(August anold)와 로버트 리히터(Robert Richter)의 이름에서 따온 것이다.

## 역사

### 1917년 ~ 1925년
어거스트 아놀드와 로버트 리히터가 1917년 9월 12일 뮌헨 거리에 작은 상점을 내며 아리가 시작되었다. 이 주소지는 약 1,500명의 직원이 근무하는 현재에도 동일하다. 창립 당시 홍보 문구는 "좋은 기계, 전자 제품, 아크 램프, 필름 장치, 필름 프린터, 카메라 작동과 프로젝션" 이었다. 창립자 둘은 첫 제품으로 영화 조명과 필름 프린터를 내놓았고, 제품을 계속해서 개선하고 지인에게 대여했다. 1924년에는 KINARRI 35라는 그들의 첫 카메라를 만들었고 개선된 다음 모델 KINARRI Model II Tropic에서는 조정 가능한 회전 셔터와 주광 필름 매거진을 선보인다. 이후 16mm 필름 모델인 KINARRI 16 또한 제작된다.
1924년, 거울 반사면을 가진 텅스텐 조명기를 내놓는다. 1925년에는 로버트 리히터가 미국에 건너가 유니버셜 스튜디오에서 카메라 조수로 일하며 할리우드 스튜디오에서 요구하는 카메라 시스템을 파악한다. 이때의 경험은 리이터가 독일로 돌아와 공과 대학을 수료하고 아리 카메라를 디자인할 때에 영향을 준다.

### 1936년 ~ 1965년
1937년, 라이프치히 박람회에서 ARRIFLEX 카메라를 공개한다. 아리 플렉스는 회전 원형 거울 셔터를 사용하여 WYSIWYG(What You See Is What You Get)을 충족할 수 있었다. 촬영자가 촬영중에 카메라의 뷰파인더를 통해 보는 반사된 이미지가 필름에 찍히는 최종 이미지와 같다는 것. 더불어 무게는 6.1kg 수준으로 카메라의 경량화까지 이룬 제품이었다. 이 제품을 기점으로 ARRI는 회사명으로, ARRIFLEX는 카메라 제품 명으로 용어를 구분지어 사용하기 시작한다.
2차 세계대전이 발발하고 영화 제작자들은 전쟁터를 촬영하게 되었는데, 이때 독일 전투 카메라맨들은 ARRIFLEX 35를 사용한다. 미국인들은 밸앤하우어의 카메라를 주로 사용하였는데, 미군 화보 센터를 통해 ARRIFLEX 35s가 미국으로 유입되어 회전 셔터와 기초적인 광학식 뷰파인더 구조가 퍼지게 된다.
아리는 바이에른 지역으로 생산 공장을 이전하였고 몇년 후인 1944년 연합군의 폭격으로 뮌헨의 공장이 완전히 파괴된다. ARRIFLEX의 새 모델인 ARRIFLEX 35 II는 1941년부터 생산에 들어가 전쟁이 끝난 후 미국에서 핸드헬드, MOS, 다큐멘터리, POV 촬영으로 주목을 받았다. 로버트 플래허티 감독의 루이지애나 스토리(1948)에서 촬영감독 리처드 리콕이 ARRIFLEX 35 시리즈로 대부분의 촬영을 진행했다.
16mm 필름 촬영 또한 텔레비전 뉴스, 다큐멘터리에서 수요가 늘어가고 있었다. 아리는 1950년대에 ARRIFLEX 16 ST를 내놓아 16mm 카메라에서는 최초로 전문가를 위한 원형 거울 셔터를 탑재하고 있어 많은 인기를 누렸다. 또한 정숙함이 요구되는 다큐멘터리나, 영화 촬영을 위해 ARRIFLEX 16 BL이라는 무음 카메라를 내놓기도 했다.
이때의 직원수는 1,300 명 이상이었다. 대다수의 직원이 카메라, 조명, 필름 프린트 장비들을 제조하는 거대한 제조회사였다.

### 1968년 ~ 1983년
아리 카메라들은 본격적으로 할리우드에 진출하기 시작했는데, 피터 예이츠가 감독하고 스티브 맥퀸이 출연한 블리트(1968)에서 사용된 것이 대표적이다.이후 뉴아메리칸 시네마의 대표작인 데니스 호퍼가 감독한 이지 라이더(1969)에서도 사용되어, 아리 카메라는 이미 메이저 시네마 카메라 회사로 부상해있었다.
1972년, ARRIFLEX의 신작 ARRIFLEX 35BL을 출시하여 35mm 규격에서도 무음 카메라를 내놓게 된다. 이 카메라는 요아킴 게르브와 에리히 카에스트너가 설계했는데, 동급 카메라보다 가볍고 작아 어깨에 올려 걸어다니며 촬영하기에 용이했다고 한다. 더불어 1972년은 뮌헨 올림픽이 열렸던 해여서, 35mm 무음 뉴스릴과 스포츠 카메라로서의 역할을 충실히 해내었다.
1975년, ARRIFLEX 16SR이 공개된다. 가볍게, 크기를 작게하는 등 다큐멘터리, 뉴스릴 카메라를 목표로 설계하였는데, 훨씬 더 많은 프로덕션에서 이 카메라를 채택하여 아리카메라의 베스트셀러가 되었다.
1983년, 아리 조명 제품을 위한 영업팀, 카메라 판매 팀이 영국에서 문을 연다. 이름은 ARRI GB. 후에 카메라 렌탈 사업까지 겸하며 현재의 ARRI Rental UK가 된다.

### 1989년 ~ 1994년
1989년, ARRIFLEX 765가 공개된다. 이는 표준 풀프레임보다 훨씬 큰 필름, 65mm 필름으로 촬영하기 위한 카메라이다. 소음을 줄이기 위한 무소음 모터, 전동 거울 셔터가 사용되었고 초당 2~100 프레임 레이트로 촬영할 수 있었다.
그들의 다음카메라, ARRIFLEX 535는 뷰파인더 시스템을 향상시킨 35mm 카메라였다. 그러나 그 무게는 무거웠고, 1993년에 이를 경량화, 소형화시킨 ARRIFLEX 535 B를 출시한다. 같은 해 베르나르도 베르톨루치 감독은 자신의 영화 리틀 부다(1993)에 ARRIFLEX 535와 765를 사용한다.
1990년, 오스트리아의 프리츠 가브리엘 바부어(Fritz Gabriel Bauer)의 카메라 제조 기업 Moviecam을 인수한다.

### 1995년 ~ 2008년
아리는 이때부터 다가오는 디지털 시대를 대비해 여러 제품과 시스템을 내놓는데, ARRILASER가 대표적이다. ARRILASER는 디지털 이미지 파일을 필름에 인쇄하는 레코더이다. 본래 후반의 시각 효과 작업을 위해 고안되었는데, 그 효율이 좋아 널리 업계의 표준으로 자리매김한다.
2000년, 새로운 ARRICAM LT와 무소음 카메라 ARRICAM ST 카메라를 발표한다. 이는 기존 아리 카메라 기술력과 1990년에 인수한 Moviecam 시스템을 결합한 것이었다. 더불어 마운트되어있는 ARRI/ZEISS 렌즈의 초점, 조리개, 줌과 같은 데이터를 표시하는 LDS 시스템이 처음으로 탑재된다. 이 해부터 ARRI와 ZEISS에서는 LDS가 장착된 울트라 프라임 렌즈를 공급한다.
2003년, 아리의 마지막 35mm 필름 카메라, ARRIFLEX 235가 출시된다. 카메라와 매거진이 결합한 형태가 특이한 돌고래 모양이다.
2004년, ARRISCAN이 공개된다. 35mm 필름을 스캔하는 스캐너로, CMOS 센서로 최대 6K 해상도로 스캔할 수 있다. 프린터(ARRILASER)와 스캐너가 모두 구비되니, 필름 촬영본을 디지털화 후 편집, 데이터를 다시 필름으로 프린트해 상영할 수 있는 워크플로우가 가능해졌다. 그 덕에 전체적인 작업 비용이 크게 줄어 디지털로의 전환을 촉진하는 계기가 되기도 한다.
2005년 11월, 아리의 첫번째 디지털 시네마 카메라인 ARRIFLEX D-20이 공개된다. 판매하지 않고 렌탈로만 도입되었으며, 그들의 첫번째 도전이었다. ARRISCAN의 CMOS 센서 기술을 사용하여 35mm 필름과 동일한 크기의 촬상면을 지녔다.
아리와 ZEISS는 계속해서 렌즈를 개발한다. 선명도, 해상도 등 소위 깨끗한 무결점의 이미지를 만들기 위한 개발이었다. 그 결과 2005년 NAB에서 ARRI/ZEISS T1.3 마스터 프라임 렌즈가 공개된다.
2006년, 아리의 마지막 필름 카메라, 16mm 필름 규격의 ARRIFLEX 416이 공개된다. 16SR과 유사한 크기에 235와 ARRICAM의 기술을 결합했다. 이 이후로 아리는 아날로그 카메라를 만들지 않는다.
2008년, 3년 전 공개되었던 ARRIFLEX D-20를 재설계하여 D-21이라는 이름을 붙이고, 계속해서 디지털 카메라 개발에 매진한다. 여전히 개발중인 상품이었기에, 상업 영화 제작보다는 TV 프로덕션을 중심으로 렌탈을 진행했다. 당시 56대의 D-21 카메라가 전세계 13개의 렌탈샵에서 운용되었다.

### 2009년~현재
2009년 9월 암스테르담 IBC에서 새 프로토타입 카메라 Arri Alexa EV, EV PLUS, OV PLUS가 공개된다. ARRICAM과 같은 필름 카메라의 조작성, 안정성을 디지털 카메라에서도 구현하여 촬영자들은 기존의 익숙했던 방식으로 카메라를 운용할 수 있었다. 이미지센서가 만들어내는 이미지는 기존 필름 이미지와 흡사하여 2017년까지 주요 영화 제작의 80%를 차지하는 베스트 셀러로 등극한다. ALEXA 라인업이 출시되며 아리카메라가 디지털로의 전환에 크게 성공했다고 볼 수 있다.
2010년 암스테르담 IBC에서, 아리는 새로운 LED 프레넬 조명기 프로토타입을 공개한다. 이는 연구개발을 지속하여 2011년에 ARRI L7으로, 뒤이어 ARRI L5, L10으로 공개된다.
2012년, 로저 디킨스 촬영감독은 007 스카이폴(2012)을 ALEXA 프로토타입 카메라로 촬영한다.
2015년 4월, ARRI 라이팅에서 새로운 LED 조명기 스카이패널(Skypanel)이 출시된다. ARRI L 시리즈와 마찬가지로 2,800K ~ 10,000K의 색온도 조절범위와 채도 조정 등의 세세한 조작성이 특징이다. 스카이패널은 ALEXA와 함께 부상해 현재 ARRI 디지털 카메라 시스템의 주역이 된다.
2012년 10월, 어거스트 아놀드의 아들 로버트 아놀드는 ARRI 지분의 50%를 매각한다. 로버트 리히터의 상속자인 스탈 가족이 현재 ARRI 지분의 100%를 소유하고 있다.
2012년 12월, ARRI/ZEISS 마스터 아나모픽 프라임 렌즈가 공개된다.
2014년 9월, ALEXA 65가 출시된다. 필름 카메라 765 이후로 처음 등장한 디지털 65mm 아리 카메라였다. 봉준호 감독의 영화 기생충(2019)에서 홍경표 촬영감독이 이 카메라로 촬영하였다.
2018년, ALEXA LF가 출시된다. 라지 포맷(Large Format)시스템으로, 기존 표준 Super 35mm 보다 더 큰 촬상면으로 더 수려한 이미지를 얻는다는 취지이다. 개념은 먼 과거부터 있었지만, 필름시스템에서는 천문학적인 제작비를 수반한다. 65mm 필름으로 촬영된 벤허(1959)가 그 특수한 예이다. 그러나 디지털 시스템으로 변화하며, 필름값이 들지 않게되자 그 뛰어난 경제성으로 훨씬 더 많은 현장에서 라지 포맷을 운용할 수 있게 된 것이다. 기존의 필름카메라 765와 디지털 ALEXA 65가 대표적이다. 아리는 LF 시스템에 맞는 LPL(Large PL) 렌즈군 또한 출시하여 ALEXA 65와 함께 라지 포맷의 영역을 넓혀 나가고 있다.

## 주요 사업 및 제품

### 카메라 시스템
현재 ARRI ALEXA 디지털 카메라 라인업을 내놓고 있다. ALEXA, ALEXA mini, ALEXA LF, ALEXA Mini LF, ALEXA 65 등의 카메라가 현재 주요 상업 영화 시장, 대형 뮤직비디오 등의 프로덕션에서 활발히 사용되고 있다.
ARRI와 ZEISS가 협력하여 만든 PL(Positive Lock) 마운트 카메라용 렌즈들은. 울트라 프라임, 마스터 프라임, 마스터 아나모픽이 있다.
ARRI와 일본 Fujinon이 협력 하여 만든 렌즈는 ARRI ALURA ZOOM이 있다.
현재는 일본에 OEM공장을 두고 LPL(Large Positive Lock)마운트를 장착한 ARRI Signature Prime/Signature Zoom 렌즈들을 생산 하고 있다.
카메라 스태빌라이저(스테디캠)인 Artemis 제품을 생산한다. 전자식 스태빌라이징 기술을 결합한 Trinity 제품 또한 선보이고 있다. MAXIMA는 최대 하중이 30kg에 다다르는 고성능 짐벌로서 촬영자가 양손으로 들고 찍는 형태를 가지고 있다. 카메라를 자동차 위에 거치하는 등의 특수한 원격 운용 시스템에서 필요한 카메라 헤드를 생산하기도 한다. SRH-3, SRH-360과 같은 원격헤드를 이용하여 카체이싱과 같은 역동적인 장면을 촬영할 수 있다.
팔로우 포커스, 매트박스, 로드, 플레이트 등의 보조 액세서리와 무선 팔로우 포커스와 같은 원격 조작 유닛, 사각 필터, 장비 가방, 저장 매체 등의 전문가용 액세서리등도 생산한다.

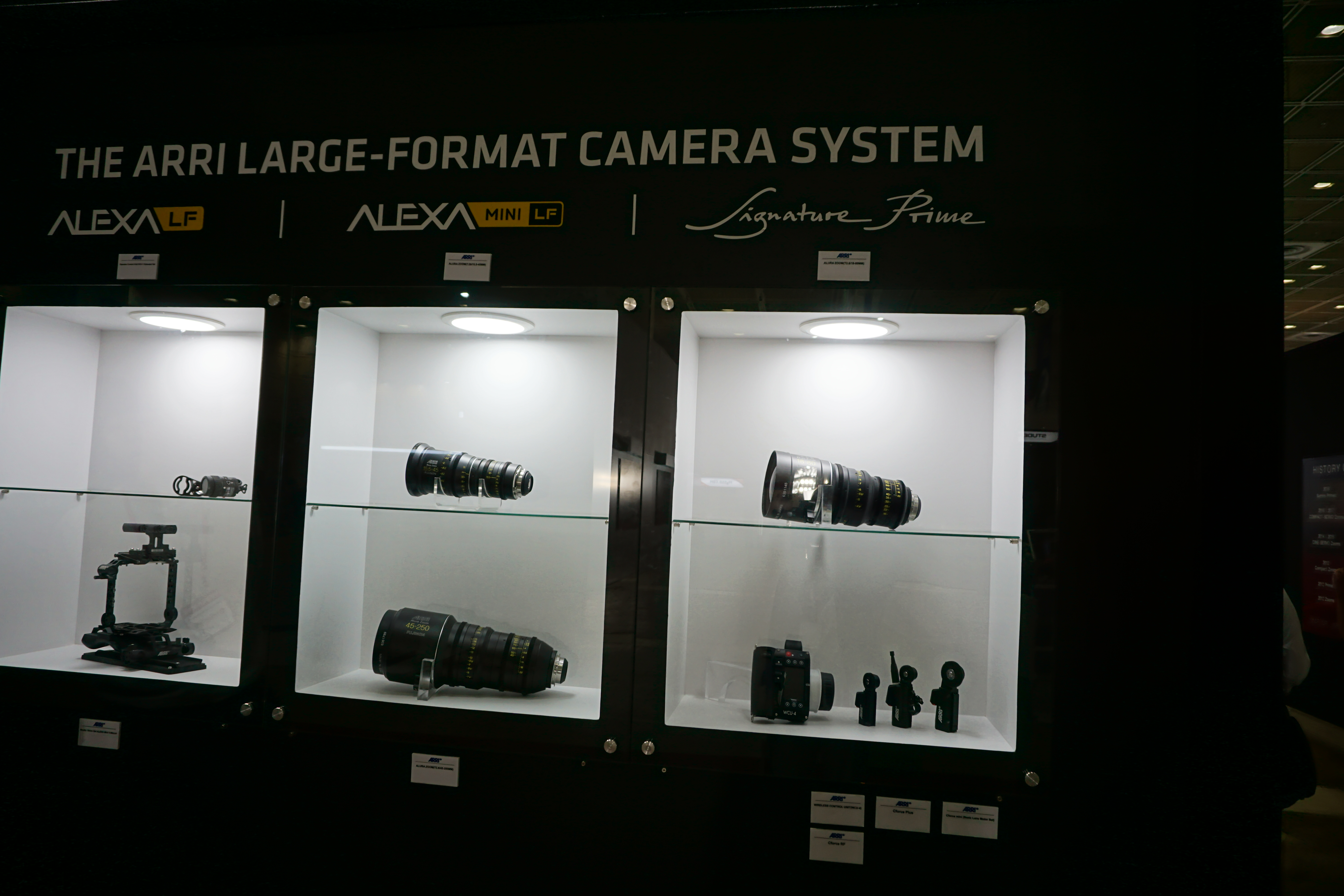
ARRI Large Format 장비들
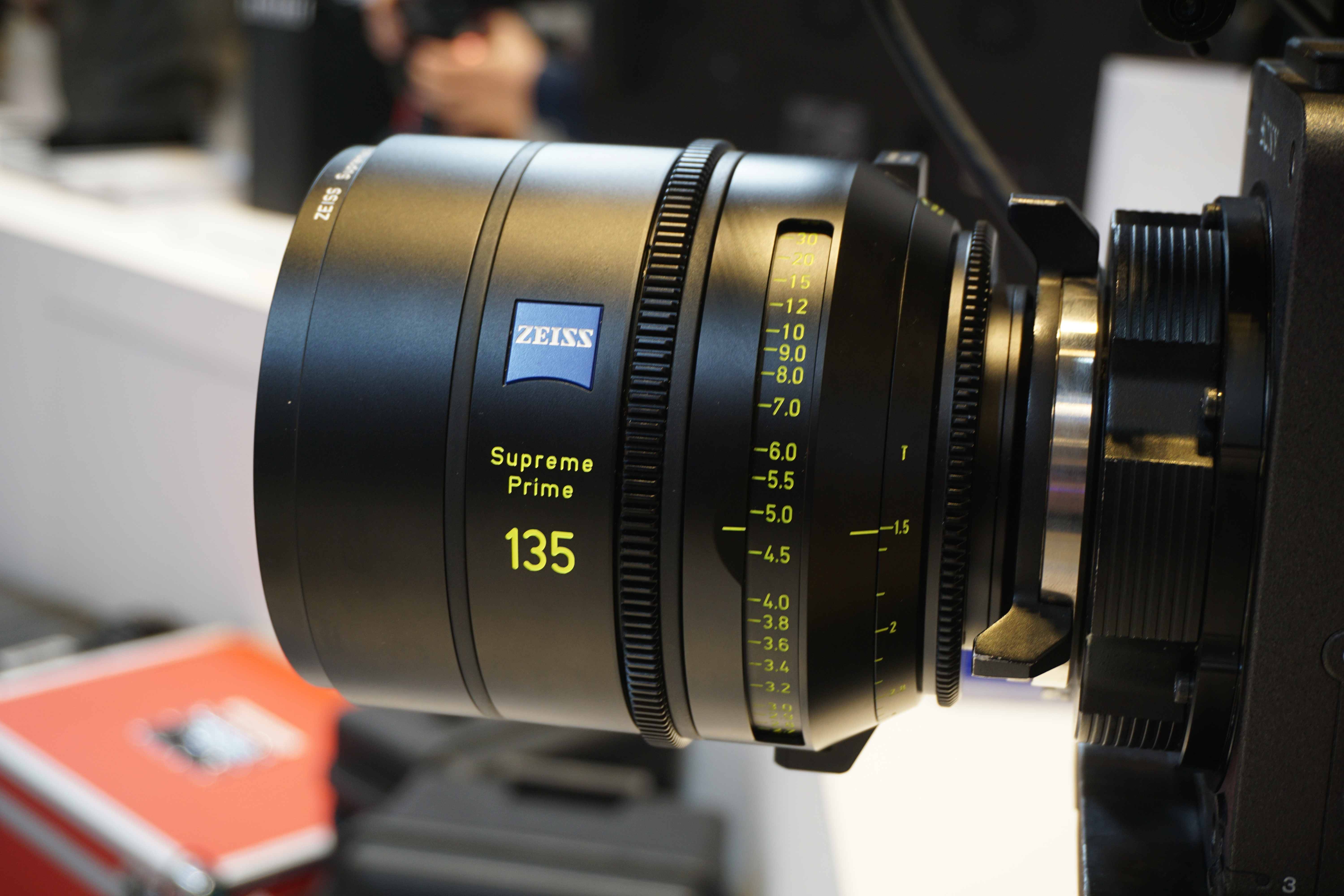
ARRI/ZEISS의 Supreme Prime 렌즈
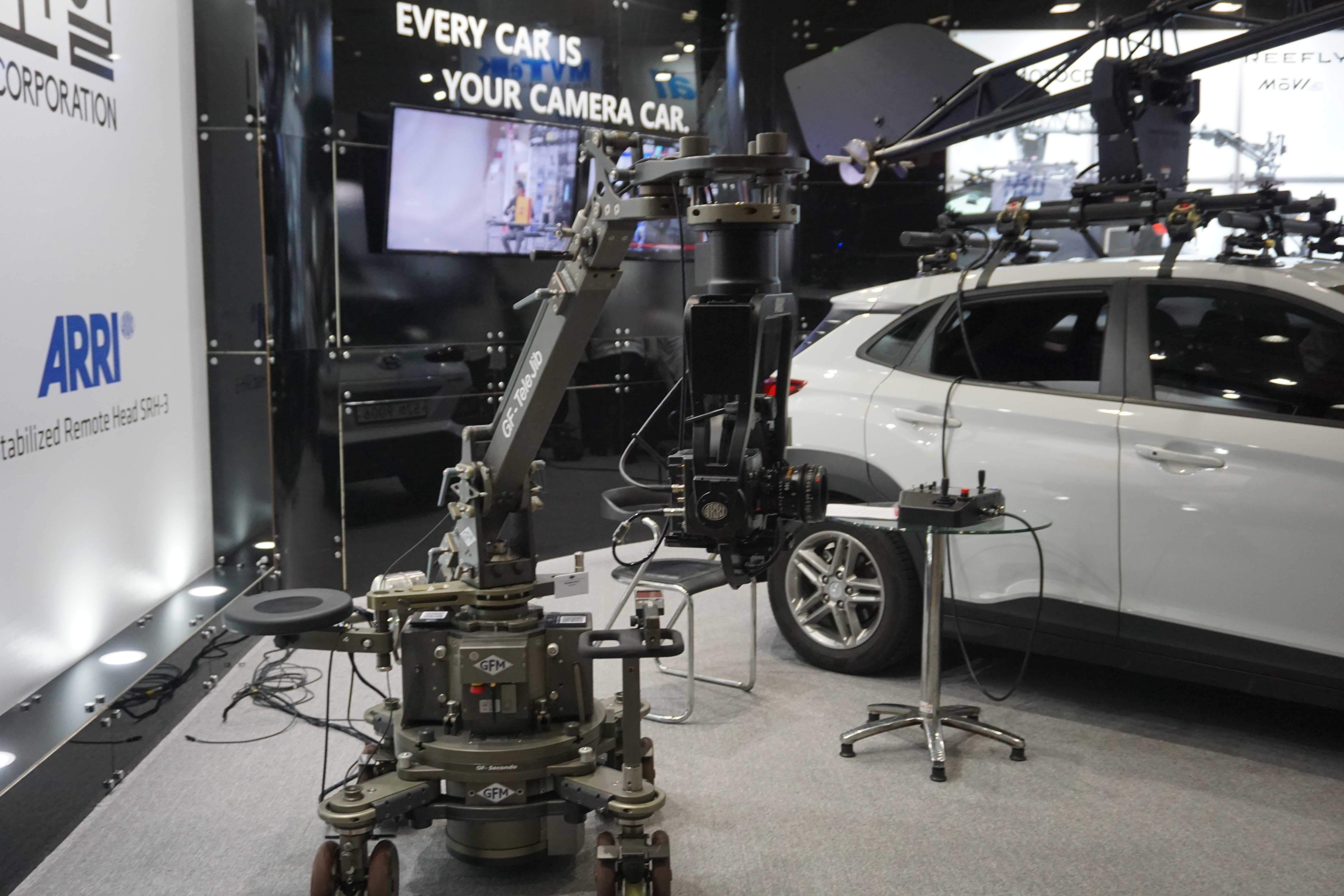
SRH 카메라 헤드 시리즈

### 조명 장비
스카이패널, L시리즈와 같은 LED 조명, M시리즈, ARRISUN 데이라이트 조명, ARRILITE, True Blue 시리즈 등의 텅스텐 조명들을 생산한다. 그에 맞는 발라스터, 반도어, 필터, 스크림, 소프트 박스, 그립, 스탠드 등의 전문가용 액세서리도 생산한다.

### 장비 렌탈
ARRI는 자사 카메라 시스템과 조명과 같은 제품들을 판매와 동시에 렌탈하고 있다. ALEXA 65 카메라, 열악한 환경에서 촬영을 돕는 슈팅카 헥스트론, DNA 렌즈 시리즈등이 대표적인 품목이다.

## 같이 보기
- 칼자이스
- 파나비전
- 레드 디지털 시네마